# Озолини (Краславский край)
О́золини (латыш. Ozoliņi) — населённый пункт в Краславском крае Латвии. Административный центр Дагдской волости. Находится у региональной автодороги P61 юго-западнее города Дагда. По данным на 2021 год, в населённом пункте проживало 162 человека. Есть волостная администрация, библиотека, электрическая подстанция.